# Jakobselva
Il fiume Jakobselva (Russo: Ворьема, Finlandese: Vuoremijoki) è un fiume che segna per buona parte del suo corso il confine tra la Norvegia e la Russia, in particolare tra il territorio del comune di Sør-Varanger nel Finnmark, in Norvegia, e l'Oblast di Murmansk in Russia.
Il fiume segnò il confine tra Norvegia e Finlandia dal 1920 al 1944, anno della cessione della regione di Petsamo dalla Finlandia all'URSS
Il fiume è anche conosciuto come Grense Jakobselv, dal nome della località alla sua foce.
Nasce nel distretto di Pečenga  in Russia e sfocia nel Mare di Barents
Questo fiume è rinomato per pesca al salmone, ma sulla sponda norvegese, dove questa segna il confine, solo i cittadini norvegesi ed i residenti da almeno un anno in Norvegia sono autorizzati a pescare, e solo a condizione che le loro linee di pesca non attraversino il confine.